# Ruta Provincial E 88 (Córdoba)
La Ruta Provincial E-88, es una carretera Argentina, ubicada en la región oeste de la Provincia de Córdoba, que discurre en el departamento San Javier, en el valle homónimo.
Tiene una extensión de pocos kilómetros y une la comuna de Las Tapias, con la ciudad de Villa Dolores.
Posee el 100% de su trazado con asfalto y es una vía de alto tránsito.

Posee una extensión de poco más de 7 kilómetros, y se continúa con la  RP E-51 .

## Localidades
En su derrotero, esta ruta no atraviesa ninguna población diferente a las que marcan su inicio y su final (léase, Las Tapias y Villa Dolores respectivamente). Sin embargo, recorrerla aparenta que si lo hace, debido a que a lo largo de todo su trayecto, se encuentran residencias ocupadas por habitantes de Las Tapias o Villa Dolores.